# Angela de' Rossi
Angela Paola de' Rossi (San Secondo Parmense, 1506 – Città di Castello, 11 novembre 1573) est une noble italienne, mariée en premières noces à Vitello Vitelli et en secondes à Alessandro Vitelli, tous deux membres de la famille Vitelli de Città di Castello.

## Biographie

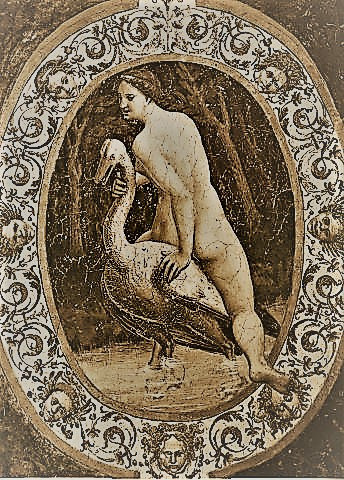
Cola dell'Amatrice, la comtesse Angela, représentée en Leda avec le cygne, Palazzo Vitelli alla Cannoniera.

### Premier mariage
Née vers 1506 à San Secondo Parmense de Troilo I de Rossi, premier marquis de la ville émilienne, et de Bianca Riario, fille de Catherine Sforza et arrière-petite-fille de Sixte IV, ses frères sont Giovan Girolamo de 'Rossi et Pier Maria III de 'Rossi. Le 11 août 1522, Bianca et Pier Maria III viennent à Città di Castello pour signer le contrat de mariage entre Angela et le seigneur de la ville Vitello Vitelli.
Le mariage est célébré par l'oncle de la jeune mariée, Jean des Bandes Noires, qui organise des tournois et des fêtes en l'honneur de l'événement lors de son passage. Elle a trois enfants de son premier mari : Porzia, religieuse à Florence, Camillo (1528-1557), condottiere au service de François Ier de Médicis et Cosme Ier de Toscane (son cousin), et Costanza, mariée au seigneur de Pérouse Rodolfo Baglioni.
Son mari meurt en 1528, des suites de la peste. 

### Deuxième mariage
La comtesse est de nouveau mariée à un membre de la famille Vitelli : en 1530, elle épouse Alessandro Vitelli, cousin de son premier époux, comte de Montone, seigneur de Citerna et Amatrice, figure au centre de la vie politique et militaire du XVIe siècle. Le mariage avec le comte Alessandro est l'un des plus prestigieux de la noblesse de l'époque. A l'occasion de son union avec Angela, Alessandro érige le Palazzo Vitelli alla Cannoniera entre 1530 et 1532, auquel participent plusieurs artistes, tels que Giorgio Vasari, Cristoforo Gherardi et la famille Della Robbia.
Angela a neuf enfants de son second époux, dont le plus éminent est certainement le cardinal Vitellozzo Vitelli, tandis qu'un autre fils, Vincenzo Vitelli, acquiert également un certain prestige, combattant à la bataille de Lépante en 1571, avant d'être tué en 1583 par Ludovic Orsini.
Les Vitelli obtiennent du pape Pie IV le droit de frapper des monnaies : dans certains testons de 1565 figurent les armoiries du cardinal Vitellozzo. Le lion Rossi rampant de la dynastie d'Angela figure dans les armoiries des Vitelli.
Tourmentée par la jalousie qu'elle éprouve pour son mari (peut-être l'amant d'une certaine Laura qu'elle aurait fait assassiner par un tueur à gages), Angela fait construire une nouvelle demeure, le palais Vitelli a San Giacomo, même si des doutes subsistent sur ce point : il semble plus probable que le bâtiment ait été commandé par le premier époux d'Angela, Vitello. La résidence est construite par l'artiste local Luca Antonio Angeloni, et la participation de Parmigianino est possible, bien qu'il ne reste aucune trace évidente de son travail.
Les Vitelli, mécènes et protecteurs des arts, organisent dans leurs palais une cour petite mais prestigieuse, fréquentée par des nobles et des artistes importants, tels que Luca Signorelli, le jeune Raphaël, Giorgio Vasari, Rosso Fiorentino, Raffaellino del Colle, Santi di Tito, Le Pomarancio (Niccolò Circignani).
Cristoforo Gherardi (1508-1556), élève de Rosso Fiorentino et collaborateur de Giorgio Vasari, et d'autres peintres, comme Cola dell'Amatrice, se sont inspirés de l'apparition de la comtesse dans l'exécution de deux fresques allégoriques visibles sur la voûte de l'escalier du Palazzo alla Cannoniera, résidence principale des Vitelli : Léda avec le cygne et, scène inhabituelle pour l'époque, Femme chevauchant un homme mûr, où une Angela prévaricatrice « domine » l'évêque de Città di Castello Alessandro Stefano Filodori, avec qui elle avait de fréquents conflits au point qu'une fois, elle l'a délibérément poussé en le faisant tomber dans les escaliers,.

### Après la mort de son second mari
Résolue et sans scrupules, Angela domine la cour des Vitelli, influençant les événements sur les territoires qu'ils gouvernent, notamment après la mort de son second mari, survenue en 1554. Le pouvoir acquis par son fils le cardinal Vitellozzo l'incite à commettre des exactions et des brimades, notamment sous le pontificat de Jules III, soutien de la famille. Il administre à sa guise le diocèse de Città di Castello et extermine les antagonistes de la famille Pallanti. Le tribunal de l'Inquisition et la mort subite de son fils (1532-1568) stoppent l'esprit vindicatif de la comtesse, arrêtée par ordre de Pie V et enfermée au château Saint-Ange. Elle quitte la prison pour des raisons d'âge et de santé, et revient à Città di Castello en 1572. Les enfants ont été saisis sur leurs biens.
Angela de 'Rossi décède subitement le 11 novembre 1573, à l'âge de 67 ans, dans son Palazzo Vitelli a San Giacomo et est enterrée dans l'église Madonna delle Grazie (Città di Castello).

## Galerie d'images

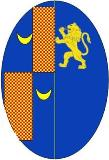
Armoiries Vitelli-Rossi di Parma
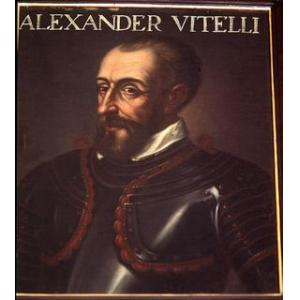
Alessandro Vitelli
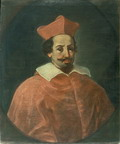
Cardinal Vitellozzo Vitelli
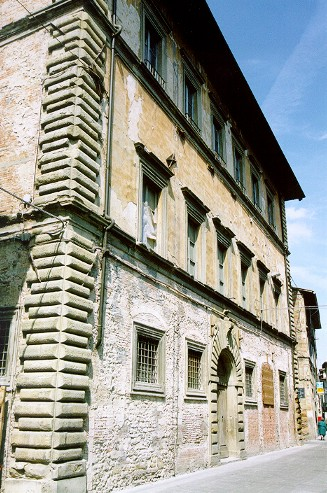
Façade du palais Vitelli a San Giacomo
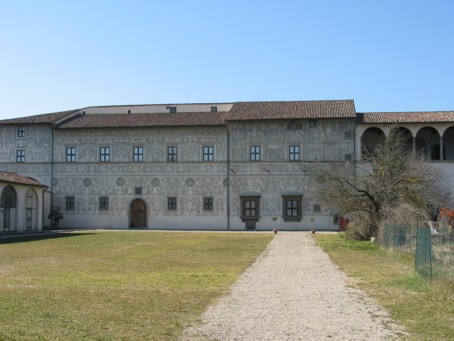
Prospectus du palais Vitelli alla Cannoniera
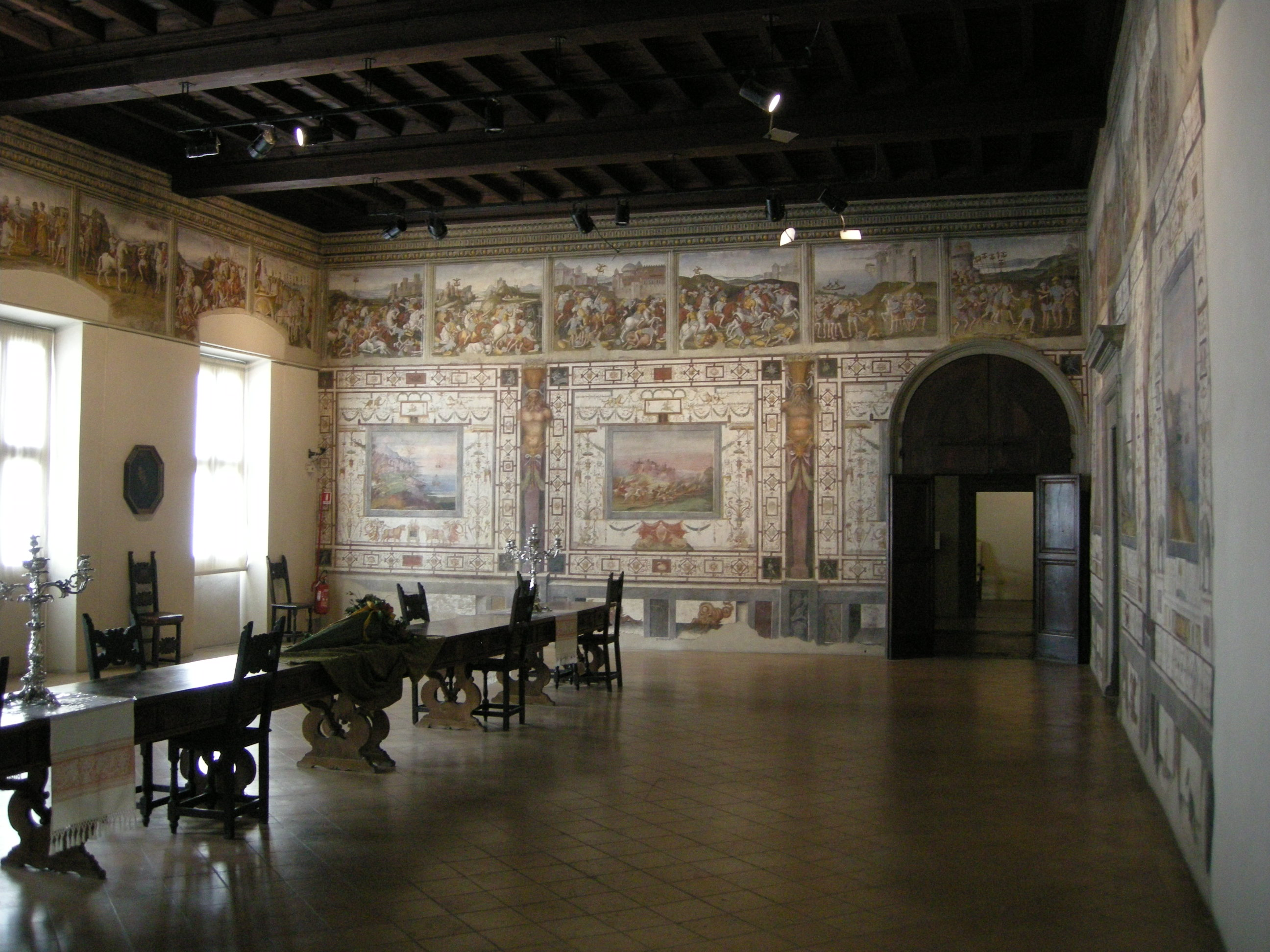
Intérieur du palais Vitelli alla Cannoniera
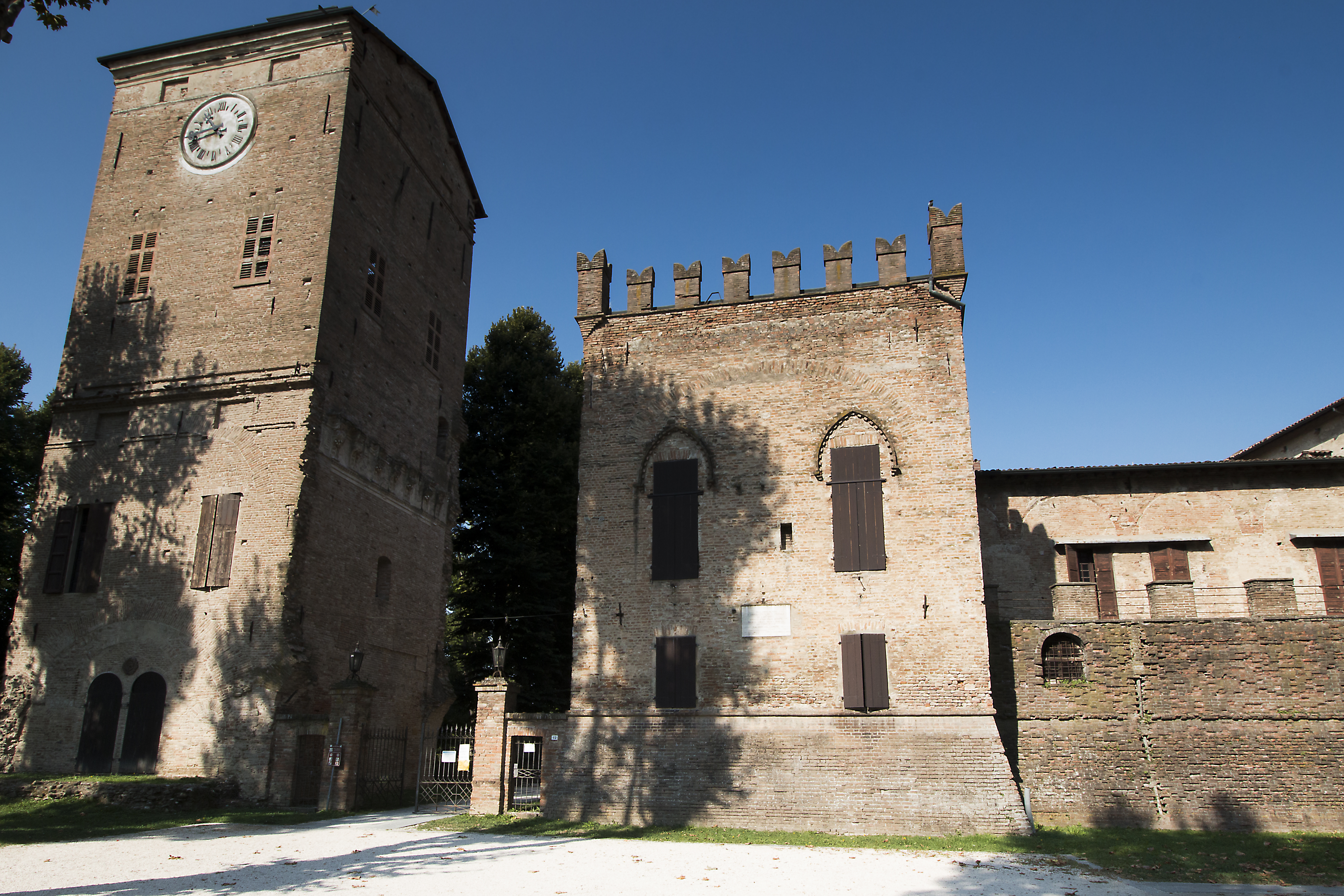
Rocca dei Rossi (San Secondo Parmense)